# Tan Tin Wee
Tan Tin Wee (né en 1962) est un bioinformaticien, professeur d'université singapourien. Il est professeur associé au département de biochimie de l'Université nationale de Singapour et directeur général du National Supercomputing Center (NSCC) de Singapour. Il a inventé les noms de domaine internationalisés multilingues et, en tant que pionnier de l'Internet, il a été intronisé en 2012 dans le premier groupe du Temple de la renommée d'Internet.

## Formation
Tan étudie la biochimie à l'Université de Cambridge de 1982 à 1985, et obtient une maîtrise en biologie moléculaire et biotechnologie à l'University College de Londres. Il obtient un doctorat en biologie moléculaire sur le thème des vaccins à l'Université d'Édimbourg en 1990.

## Biographie
Tan Tin Wee retourne à Singapour en 1990 et développe TechNet, le premier réseau de Singapour pour une communauté de recherche à l'échelle nationale. En 1994, lui et son équipe de langue chinoise écrivent un programme qui fait correspondre un code pour chaque caractère, puis fusionne les images en une seule image plus grande. Ce programme est également étendu à la langue tamoule. Tan est responsable de plusieurs étapes clés d'Internet à Singapour. Sous sa direction, l'unité de recherche et développement Internet (IRDU) développe le premier site Web Java régional et le premier système de noms de domaine multilingue fonctionnel (iDNS).
En plus de son poste à la NUS, Tan Tin Wee est également le pionnier de l’utilisation de nouvelles technologies pour la communication informatique en ligne .
En novembre 2014, son équipe, en collaboration avec des universités australiennes, japonaises et américaines, ainsi que des partenaires industriels ccomme Obsidian Strategics et Tata Communications, présente la première connexion InfiniBand à haut débit entre trois continents sur une plateforme appelée InfiniCortex.

## Prix et distinctions
- 1994 : Singapore Youth Award for Excellence,
- 1984 : Vaccine Research Trust Annual Award
- 1997 : Japanese Chamber of Commerce and Industry (JCCI) Education Award
- 1997 : ASEAN Achievement Award du ASEAN Business Forum, le Life Insurance Association (LIA) Award pour le travail communautaire,
- 1998 : 7e Innovation Award du Indian Cultural Festival
- 1992 : Médaille d'or du World Congress for Medical Informatics MEDINFO'92
- 2001 : Membre du World Technology Network comme l'un des 450 principaux scientifiques et entrepreneurs du monde entier.

Tan Tin Wee figure dans le  livre Singapore's Scientific Pioneers comme l'un des 25 pionniers et dans Singapore Tamils 200, un livre qui honore les personnes qui ont contribué au développement de la communauté indienne
Tan Tin Wee siège au conseil d'administration de Keppel Data Centre REIT coté à la bourse de Singapour.